# Perissomerus rubrus
Perissomerus rubrus là một loài bọ cánh cứng trong họ Cerambycidae.